# Boogardie
Boogardie is een spookdorp in de regio Mid West in West-Australië.

## Geschiedenis
In 1891 werd een goudvondst geregistreerd, enkele kilometers ten westen van Mount Magnet.
Het dorp Boogardie werd er in 1898 officieel gesticht. De naam is Aborigines van oorsprong maar de betekenis ervan is niet bekend.
Op haar hoogtepunt had het dorp, dat ook wel 'Jones Well' werd genoemd, een school, twee hotels, een postkantoor en enkele winkels en sportfaciliteiten.
Boogardie werd door de dagbouwmijn 'Hill 50' opgeslokt.

## Ligging
Boogardie maakt deel uit van het lokale bestuursgebied (LGA) Shire of Mount Magnet waarvan Mount Magnet de hoofdplaats is. Boogardie ligt 570 kilometer ten noordnoordoosten van de West-Australische hoofdstad Perth, 204 kilometer ten zuidzuidwesten van Meekatharra en 8 kilometer ten noordwesten van het aan de Great Northern Highway gelegen Mount Magnet.

## Klimaat
Boogardie kent een warm woestijnklimaat, BWh volgens de klimaatclassificatie van Köppen.